# Thea Einöder
Thea Einöder, född den 8 juni 1951 i Regensburg i Tyskland, är en västtysk roddare.
Hon tog OS-brons i tvåa utan styrman i samband med de olympiska roddtävlingarna 1976 i Montréal.